# Ross Lynch
Ross Shor Lynch (Littleton, Colorado; 29 de diciembre de 1995) es un cantante, compositor, productor musical, actor, músico y bailarín estadounidense. 
Lynch es uno de los miembros fundadores de la banda de pop rock R5 y The Driver Era. Es más conocido por su papel de Austin Moon en la exitosa serie juvenil de Disney Channel, Austin & Ally. En 2013, protagonizó la película original de Disney Channel Teen Beach Movie interpretando a Brady, y su secuela. 
En 2017, Lynch interpretó al asesino en serie Jeffrey Dahmer en la película My Friend Dahmer. En 2018, interpretó a Harvey Kinkle en la serie de Netflix Chilling Adventures of Sabrina, basada en el comic book del mismo nombre.

## Primeros años
Lynch nació y creció en Littleton, Colorado, es el cuarto de cinco hermanos (su hermana Rydel y sus hermanos Riker, Rocky, y Ryland). Fue educado en casa desde el cuarto grado. Aprendió a cantar, tocar la guitarra y el piano. Lynch es un primo segundo de los artistas Derek y Julianne Hough. Lynch y su familia se mudaron a Los Ángeles, California en 2007.

## Carrera

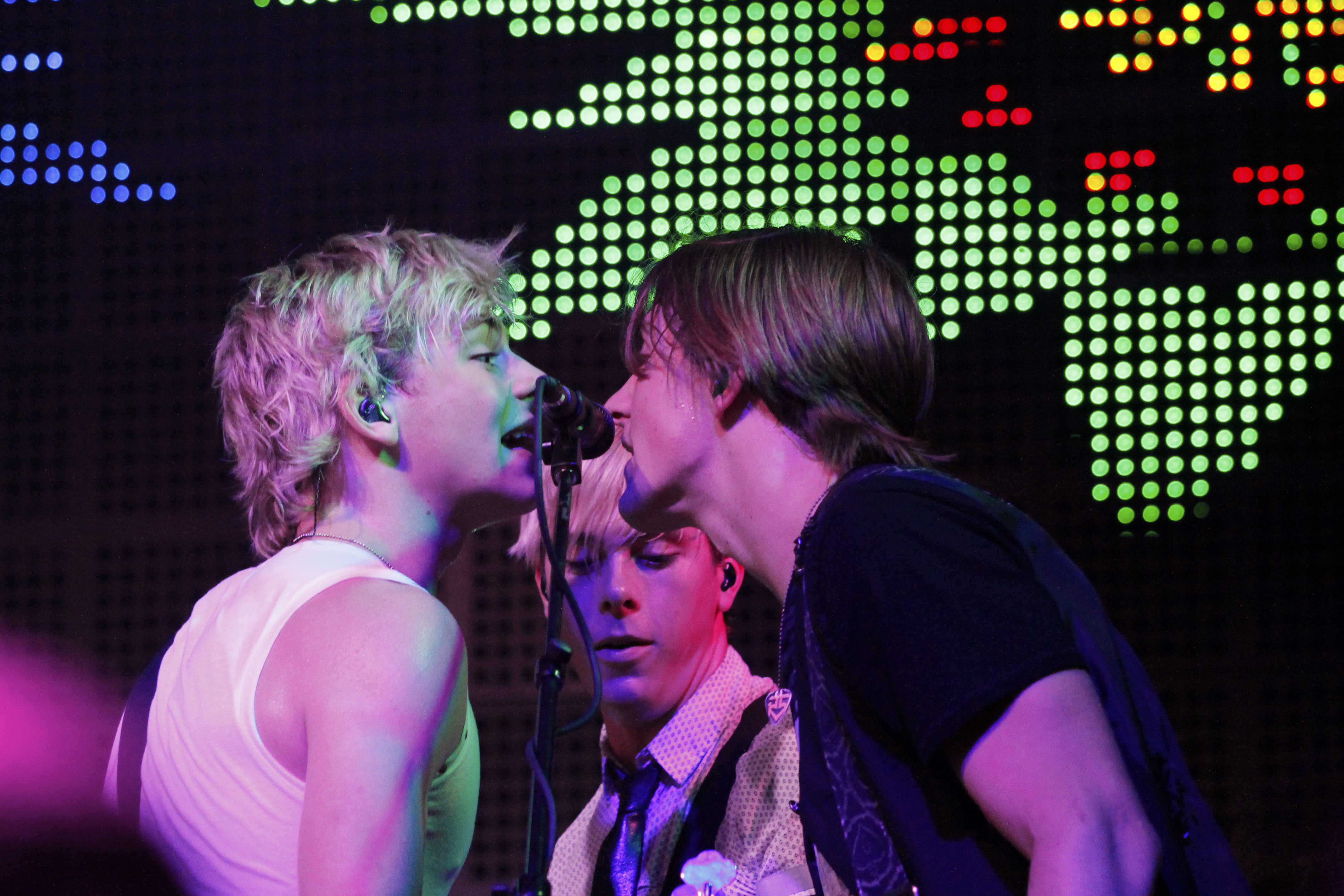
Lynch junto a sus hermanos Riker y Rocky.

Ross Lynch puede tocar el piano, batería, bajo, ukelele, y está aprendiendo a tocar la mandolina y el violín, sin embargo, se especializa en la guitarra. Ha bailado para el Rage Boyz Crew, un grupo fundado por una compañía de baile en el sur de California. Ha estado en So You Think You Can Dance y ha tenido apariciones especiales en series como Moises Rules!, e incluso se lo puede ver en películas como Grapple, con Anton Troy, y en The Muppets, siendo su personaje un joven florista.  En 2009, apareció en el video musical de Kidz Bop para «Let It Rock». También se lo ha visto en el video musical de Cymphonique «Lil' Miss Swagger», También se lo puede ver en el video «Kung Fu Fighting» de Kung Fu Panda. En 2010 hizo una aparición especial en el video «Ordinary Girl» de la banda sonora de la serie original de Disney Channel Hannah Montana, junto a su hermano Riker Lynch promocionando la nueva temporada de la serie. Lynch fue elegido a principios de 2011 para aparecer en el programa piloto para la serie de Disney Channel titulada Austin & Ally, interpretando al protagonista masculino Austin Moon, un cantante adolescente que se convierte en una sensación de la noche a la mañana después de subir a Internet un video musical, y más tarde forma una alianza con Ally Dawson, interpretada por Laura Marano. Posteriormente el piloto fue elegido para la producción de una temporada completa; el programa debutó en diciembre de 2011 y fue renovado para una segunda temporada en marzo de 2012. En la primavera de 2013 se anunció que habría una tercera temporada. La serie fue renovada para una cuarta temporada el 25 de abril de 2014. Después de cuatro temporadas, la serie terminó el 10 de enero de 2016. Lynch actuó como estrella invitada con el elenco de Austin & Ally en un episodio cruzado con Jessie, y también fue estrella invitada con su coprotagonista Laura Marano en Girl Meets World, donde repitió su papel de Austin Moon.
A principios de 2012, Lynch comenzó a trabajar en la película original de Disney Channel, Teen Beach Movie, en la cual interpreta a Brady, el protagonista masculino de la película. La película fue dirigida por Jeffrey Hornaday y estrenada el 19 de julio de 2013, teniendo alrededor de 8,4 millones de espectadores.

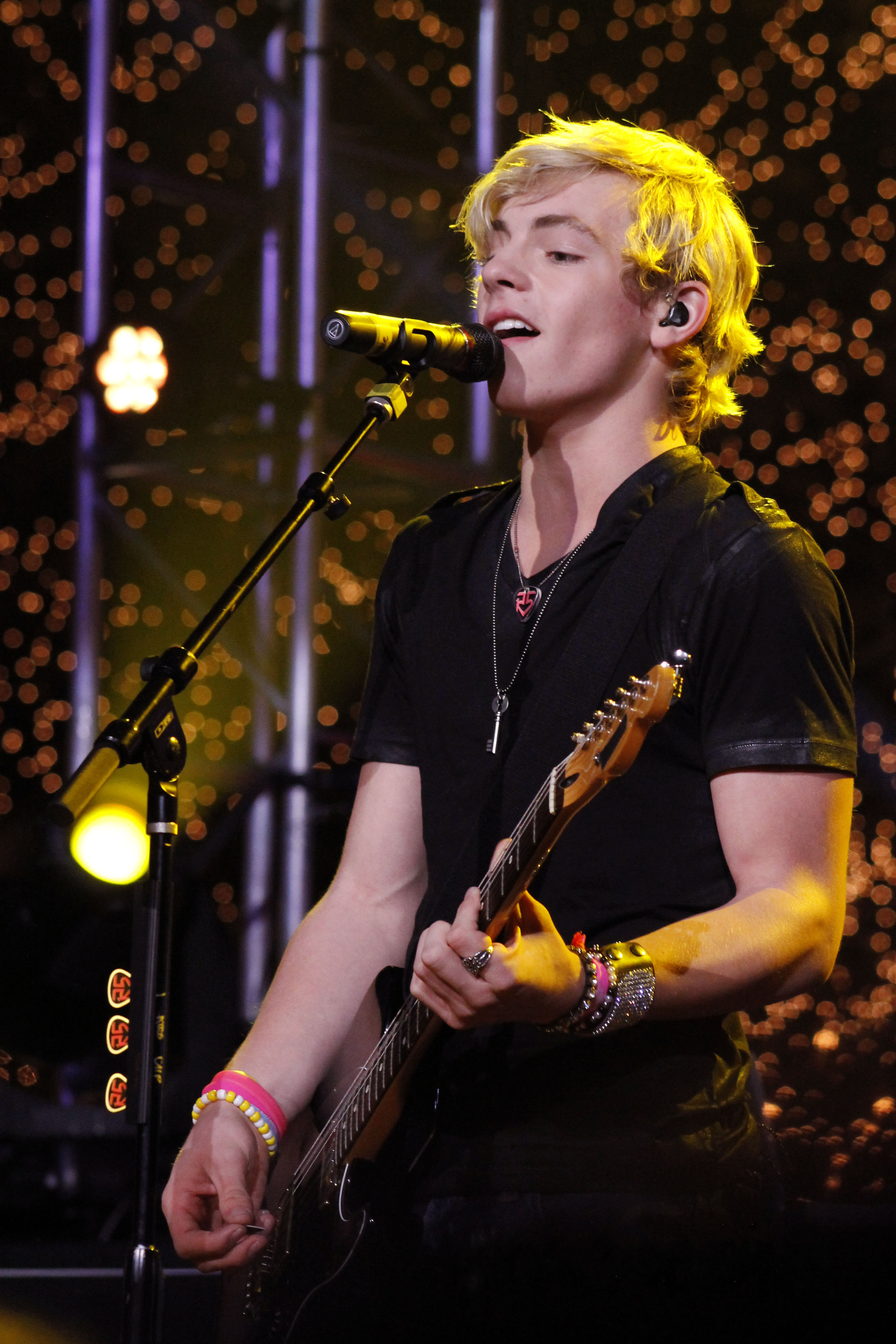
Ross Lynch en Radio Disney's NBT Finale 2012.

Su primer sencillo promocional, «A Billion Hits», fue lanzado el 2 de abril de 2012. El 13 de julio de 2012 Lynch lanzó su sencillo debut, «Heard It on the Radio», que alcanzó el número 196 en la UK Singles Chart. El 12 de septiembre de 2012 lanzó su banda sonora debut, Austin & Ally de la serie del mismo nombre. El álbum alcanzó el puesto veintisiete en el Billboard Top 200, uno en el Billboard's Top Soundtracks y el puesto uno en el Billboard's Kid Albums.
En 2014 Lynch realizó un cameo como un florista en la película de Disney, Muppets Most Wanted.
En últimas actualizaciones Lynch ya ha hecho dos películas independientes, Status Update y My Friend Dahmer ambas estrenadas en el 2017. Esta última ha reflejado a Lynch en una interpretación mucho más oscura, experimentando los pensamientos e ideales de Jeffrey Dahmer cuando era adolescente, esta actuación fue aplaudida por muchos, catalogándolo como Actor joven en Ascenso. Para 2018, Ross interpreta al entrañable y cariñoso Harvey Kinkle, en la nueva serie de Netflix, Chilling Adventures of Sabrina que estrenó el 26 de octubre del mismo año, esta serie es más oscura y toca temas como el ocultismo.

### Cine y teatro
En mayo de 2016, se anunció que Lynch estaría protagonizando su primer largometraje, Status Update, una comedia que empezaría a ser grabada en Vancouver en junio de 2016. Lynch interpreta a un adolescente quien encuentra una aplicación mágica que trae todas sus fantasías a la vida real. En julio, Lynch fue elegido para interpretar la versión adolescente de Jeffrey Dahmer en la película My Friend Dahmer, una película basada en la novela gráfica de 2012 con el mismo nombre escrita por Derf.

### Con R5

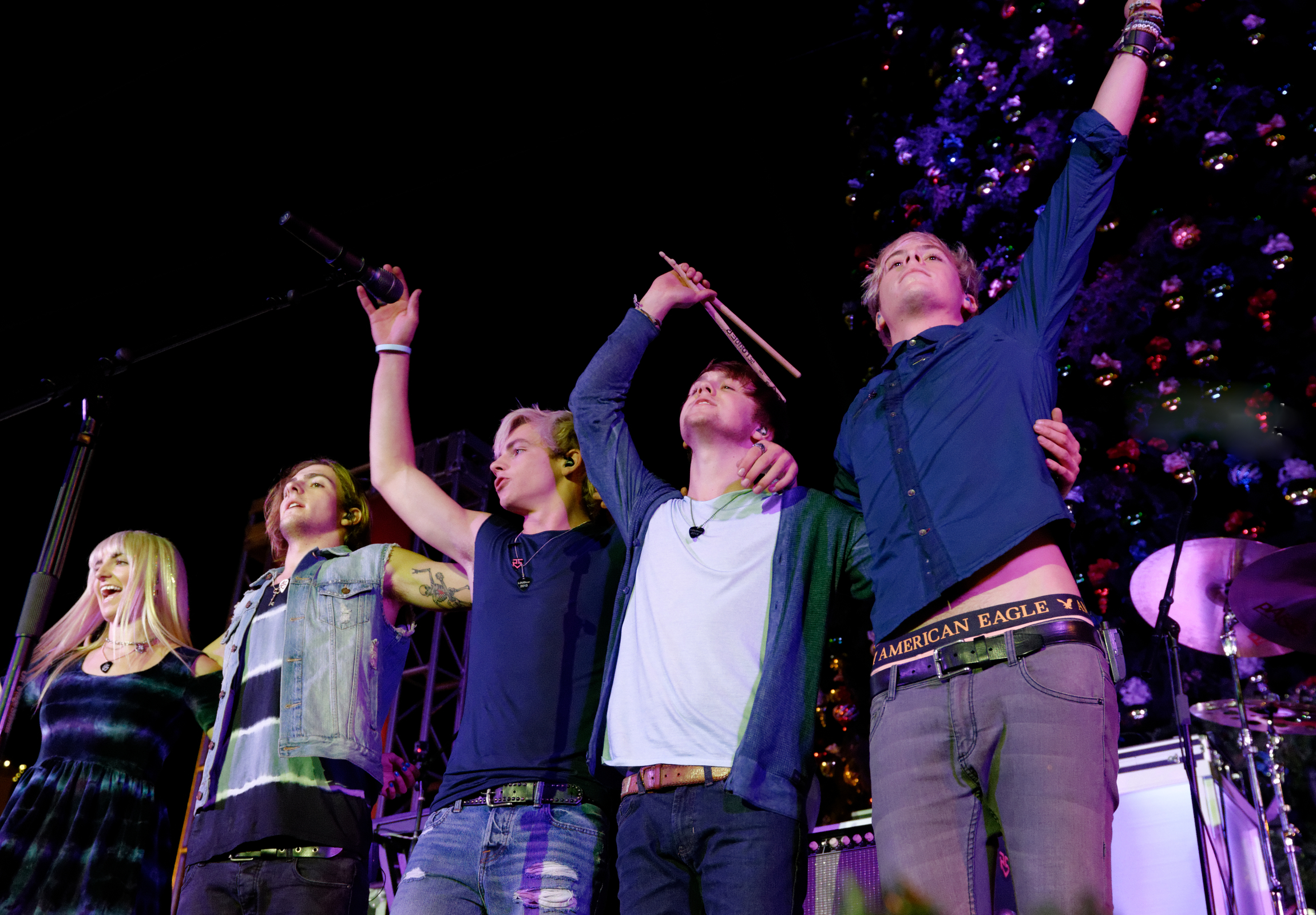
R5 presentados en Commerce, en 2013

En marzo de 2010, auto-lanzaron un EP, Ready Set Rock y en septiembre firmaron con Hollywood Records. El segundo EP, Loud, fue lanzado el 19 de febrero de 2013, que contó con «Loud», el primer sencillo del álbum. El primer álbum de estudio de la banda, Louder, fue lanzado el 24 de septiembre de 2013 y el álbum no sólo incluye las cuatro canciones de Loud y también siete nuevas canciones. El segundo sencillo del álbum, «Pass Me By», se estrenó en Radio Disney el 16 de agosto. El vídeo musical se estrenó el 29 de agosto en Disney Channel, y está disponible para el público en el canal Vevo de la banda. El tercer sencillo, «(I Can't) Forget About You», fue lanzado el 25 de diciembre de 2013 y alcanzó el número 47 en el Billboard Digital Pop Songs, y el cuarto sencillo «One Last Dance», el 29 de mayo de 2014. El tercer EP, titulado Heart Made Up On You, fue lanzado el 22 de julio de 2014 y el sencillo homónimo el 1 de agosto de 2014.
El 14 de noviembre de 2014, la banda lanzó el primer sencillo del segundo álbum, Smile. «Let's Not Be Alone Tonight», el segundo sencillo, fue lanzado el 13 de febrero de 2015.[22] «All Night» fue lanzado como el tercer sencillo el 2 de junio, junto con el pre-orden del álbum en iTunes.[23] La banda lanzó su segundo álbum de estudio el 10 de julio de 2015, titulado Sometime Last Night y debutó en el puesto número 6 en el Billboard 200 N ° 1 en el Billboard Top Pop Albums, N.º 3 en el Billboard Top Digital Albums, y N.º 4 en el Billboard Top Album Sales.

### The Driver Era
El 1 de febrero de 2018, R5 publicó en su canal de YouTube un video llamado «The Last Show». El 1 de marzo, las cuentas de Instagram y Twitter de R5 se cambiaron a «The Driver Era» y todas las publicaciones anteriores de R5 fueron eliminadas. El 2 de marzo, se informó que The Driver Era sería una banda formada solo por Ross y Rocky.

## Filmografía
| Televisión | Televisión                         | Televisión              | Televisión                                            |
| Año        | Título                             | Personaje               | Notas                                                 |
| ---------- | ---------------------------------- | ----------------------- | ----------------------------------------------------- |
| 2009       | Moises Rules!                      | Ross «The Boss»         | Episodio: «Mad B-Ball shootout»                       |
| 2011-2016  | Austin & Ally                      | Austin Moon             | Elenco principal                                      |
| 2012       | Jessie                             | Austin Moon             | Episodio: «Austin & Jessie & Ally: All Star New Year» |
| 2013       | Ultimate Spider-Man                | Werewolf by Night (Voz) | Episodio: «Blade and the Howling Commandos»           |
| 2014       | Violetta                           | Él mismo                | 2 episodios                                           |
| 2015       | Girl Meets World                   | Austin Moon             | Episodio: «Girl Meets World of Terror 2»              |
| 2018-2020  | The Chilling Adventures of Sabrina | Harvey Kinkle           | Elenco principal                                      |
| Películas  |                                    |                         |                                                       |
| 2010       | Grapple!                           | Aaron (10 años)         | Cortometraje                                          |
| 2011       | A Day as Holly's Kids              | Niño                    | Cortometraje                                          |
| 2013       | Teen Beach Movie                   | Brady                   | Película para televisión                              |
| 2014       | Muppets Most Wanted                | Joven florista          | Cameo                                                 |
| 2015       | Teen Beach 2                       | Brady                   | Película para televisión                              |
| 2016       | Snowtime!                          | Piers                   |                                                       |
| 2017       | My Friend Dahmer                   | Jeffrey Dahmer          |                                                       |
| 2018       | Status Update                      | Kyle Moore              | Rol principal                                         |

## Discografía

### Como solista
Bandas sonoras
- 2012: Austin & Ally
- 2013: Teen Beach Movie
- 2013: Austin & Ally: Turn It Up
- 2015: Austin & Ally: Take It from the Top
- 2015: Teen Beach 2

Sencillos
- 2012: «A Billion Hits»
- 2012: «Heard It on the Radio»
- 2012: «Can You Feel It»

### Con R5
Álbumes de estudio
- 2013: Louder,
- 2015: Sometime Last Night

EP
- 2010: Ready Set Rock
- 2013: Loud
- 2014: Live in London
- 2014: Heart Made Up On You
- 2017: New Addictions

### The Driver Era
- 2019: X
- 2021: Girlfriend
- 2022: Summer mixtape

## Premios y nominaciones
Nickelodeon Kids' Choice Awards
| Año  | Categoría            | Trabajo       | Resultado |
| ---- | -------------------- | ------------- | --------- |
| 2013 | Actor de TV Favorito | Austin & Ally | Ganador   |
| 2014 | Actor de TV Favorito | Austin & Ally | Ganador   |
| 2015 | Actor de TV Favorito | Austin & Ally | Ganador   |
| 2016 | Actor de TV Favorito | Austin & Ally | Ganador   |

Radio Disney Music Awards
| Año  | Categoría                        | Trabajo               | Resultado |
| ---- | -------------------------------- | --------------------- | --------- |
| 2013 | Toma de Celebridad más Divertida | Él mismo              | Nominado  |
| 2013 | Mejor Vídeo musical              | Heard It on the Radio | Ganador   |

Teen Choice Awards
| Año  | Categoría                                 | Trabajo                        | Resultado |
| ---- | ----------------------------------------- | ------------------------------ | --------- |
| 2014 | Actor de Comedia                          | Austin & Ally                  | Ganador   |
| 2015 | Actor de Comedia                          | Austin & Ally                  | Ganador   |
| 2016 | Actor de Comedia                          | Austin & Ally                  | Ganador   |
| 2019 | Mejor actor de ciencia ficción y fantasía | Chilling Adventures of Sabrina | Nominado  |